# 华远街
39°54′34″N 116°22′17″E / 39.9095226°N 116.3714181°E
华远街，是位于北京市西城区中部的一条道路。

## 简介
华远街为南北走向，南到复兴门内大街，北到大木仓胡同。全长1500米，平均宽度为24米。1990年至2003年间新建，新皮库胡同（位于如今的大木仓胡同至皮库胡同之间）拆除并入。1993年8月18日，北京市人民政府地名办公室发布《关于华远街及相关地名命名的通知》，将西单地区的4条道路分别命名为华远街、华远北街、华远东街、华远西街，这4条道路皆因华远地产而得名。
新皮库胡同地处皮库胡同以北，中华民国成立后称新皮库胡同，当时含如今大木仓胡同西段。1965年北京市整顿地名，又将新皮库胡同的东西段并入大木仓胡同，从此新皮库胡同成为一条南北走向的胡同，北到大木仓胡同，南到皮库胡同。新皮库胡同即如今华远街的北段。